# District de Santiago (Cuzco)
Pour les articles homonymes, voir District de Santiago.
Le district de Santiago est l'un des huit districts de la province de Cusco.
Il a été créé d'après la loi N°12336 du 10 juin 1955. Il fait partie de l'aire métropolitaine de la ville de Cuzco.